# Conclave dell'aprile 1555
Il conclave dell'aprile 1555 venne convocato a seguito della morte di papa Giulio III e si concluse con l'elezione del Marcello Cervini, che assunse di nome di Marcello II. 
Al primo scrutinio i voti degli elettori si concentrarono su Carafa, il Decano del sacro collegio, D'Este, osteggiato fortemente dalla fazione imperiale e Cervini, un diplomatico che aveva ricoperto il ruolo di uno dei tre presidenti al Concilio di Trento. Proprio il Concilio e l'istanza riformatrice furono le discriminanti di questo conclave. Nella sera del 9 aprile, dopo un intenso lavoro diplomatico, i cardinali Farnese e Sforza, che guidavano la fazione riformista, riuscirono a ottenere l'elezione di Marcello Cervini, che raggiunse in breve il consenso unanime e per adorazione.
Il mattino successivo venne effettuato uno scrutinio formale per validare a tutti gli effetti l'elezione, che venne immediatamente annunciata al popolo romano.
Si trattò dell'ultimo papa che al momento dell'elezione mantenne il proprio nome di battesimo aggiungendoci il numerale.

## Cardinali presenti
Parteciparono all'elezione i seguenti cardinali:

## Composizione del Sacro Collegio

### Cardinali presenti in conclave
| Nome                                     | Paese                          | Titolo                                                                          | Ruolo | Nascita | Concistoro |
| ---------------------------------------- | ------------------------------ | ------------------------------------------------------------------------------- | --- | ------- | ---------- |
| Gian Pietro Carafa, C.R.                 | Regno di Napoli                | Cardinale vescovo di Ostia e Velletri                                           | Decano del Sacro Collegio; Grande Inquisitore della Congregazione della Romana e Universale Inquisizione; Arcivescovo metropolita di Napoli             | 1476    | 22/12/1536 |
| Jean du Bellay                           | Regno di Francia               | Cardinale vescovo di Porto e Santa Rufina e Velletri                            | Sottodecano del Sacro Collegio; Abate commendatario di Pontigny, Saint-Georges-Buttavent e di Thiron-Gardais                                            | 1492    | 21/05/1535 |
| Juan Álvarez de Toledo, O.P.             | Regno di Spagna                | Cardinale vescovo di Sabina                                                     | Arcivescovo di Lione, primate delle Gallie; abate commendatario di Chaise-Dieu, Saint-Germain-des-Prés, Moiremont e di Saint-Antoine-l'Abbaye           | 1488    | 20/12/1538 |
| Francesco Pisani                         | Repubblica di Venezia          | Cardinale vescovo di Albano; Cardinale protodiacono                             | Arcivescovo metropolita di Narbona; Abate generale dell'Ordine dei canonici regolari premostratensi; abate commendatario di Prémontré                   | 1494    | 01/07/1517 |
| Cristoforo Madruzzo                      | Principato vescovile di Trento | Cardinale presbitero di San Cesareo in Palatio                                  | Principe vescovo di Trento e Bressanone | 1512    | 02/06/1542 |
| Tiberio Crispo                           | Stato Pontificio               | Cardinale diacono e presbitero di Sant'Agata alla Suburra                       | Amm. apostolico di Amalfi | 1498    | 19/12/1544 |
| Niccolò Caetani di Sermoneta             | Stato Pontificio               | Cardinale presbitero di Sant'Eustachio, titolo pro illa vice                    | Amministratore apostolico di Quimper | 1526    | 22/12/1536 |
| Ippolito II d'Este                       | Ducato di Ferrara              | Cardinale diacono e presbitero di Santa Maria in Aquiro                         | Amministratore apostolico di Auch e Milano; abate commendatario di Notre-Dame de Breteuil, Chaalis                                                      | 1509    | 20/12/1538 |
| Giacomo Savelli                          | Stato Pontificio               | Cardinale diacono di San Nicola in Carcere                                      | Legato Apostolico della Marca Anconitana; Amministratore apostolico di Nicastro                                                                         | 1523    | 19/12/1539 |
| Giulio Feltrio della Rovere              | Ducato di Urbino               | Cardinale diacono e presbitero di San Pietro in Vincoli, diaconia pro illa vice | Vescovo di Urbino; Legato apostolico di Perugia e dell'Umbria Abate commendatario di San Vittore di Marsiglia                                           | 1533    | 27/07/1547 |
| Marcello Cervini degli Spannocchi        | Stato Pontificio               | Cardinale presbitero di Santa Croce in Gerusalemme; eletto papa                 | Vescovo di Gubbio; Bibliotecario di Santa Romana Chiesa                                                                                                 | 1501    | 19/12/1539 |
| Innocenzo Ciocchi del Monte              | Ducato di Parma e Piacenza     | Cardinale diacono di Sant'Onofrio Pro hac vice                                  | Amministratore apostolico di Mirepoix; Abate commendatario di Saint-Michel du Tréport                                                                   | 1532    | 30/05/1550 |
| Fulvio Giulio della Corgna, O.S.Io.Hier. | Stato Pontificio               | Cardinale presbitero di Santa Maria in Via                                      | Vescovo di Perugia | 1517    | 20/11/1551 |
| Giovanni Michele Saraceni                | Regno di Napoli                | Cardinale presbitero di Santa Maria in Ara Coeli                                | Arcivescovo di Matera | 1498    | 20/11/1551 |
| Giovanni Ricci                           | Ducato di Firenze              | Cardinale presbitero dei Santi Vitale, Gervasio e Protasio                      | Legato apostolico di Bologna; Arcivescovo emerito di Chiusi                                                                                             | 1497    | 20/11/1551 |
| Giovanni Battista Cicala                 | Repubblica di Genova           | Cardinale presbitero di San Clemente                                            | Amm. apostolico di Mariana; Governatore di Campagna e Marittima                                                                                         | 1510    | 20/11/1551 |
| Alvise Corner, O.S.Io.Hier.              | Repubblica di Venezia          | Cardinale diacono e presbitero di San Teodoro                                   | Gran Priore dell'Ordine di Malta a Cipro; Arcivescovo di Zara                                                                                           | 1517    | 20/11/1551 |
| Girolamo Simoncelli                      | Stato Pontificio               | Cardinale diacono dei Santi Cosma e Damiano                                     | Vescovo di Orvieto | 1522    | 22/12/1553 |
| Miguel da Silva                          | Regno del Portogallo           | Cardinale presbitero di Santa Maria in Trastevere                               | Amministratore apostolico di Massa e Populonia | 1480    | 19/12/1539 |
| Roberto de' Nobili                       | Ducato di Firenze              | Cardinale diacono di Santa Maria in Domnica                                     | Bibliotecario di Santa Romana Chiesa | 1540    | 22/12/1553 |
| Rodolfo Pio                              | Ducato di Ferrara              | Cardinale vescovo di Frascati                                                   | Amministratore apostolico di Agrigento; Protettore del Santuario della Santa Casa di Loreto                                                             | 1500    | 22/12/1536 |
| Federico Cesi                            | Stato Pontificio               | Cardinale presbitero di Santa Prisca                                            | Amministratore apostolico di Cremona; Camerlengo del Collegio Cardinalizio                                                                              | 1500    | 19/12/1544 |
| Ercole Gonzaga                           | Ducato di Mantova              | Cardinale diacono e presbitero di Santa Maria Nuova                             | Vescovo di Mantova; Reggente del Ducato di Mantova | 1505    | 03/05/1527 |
| Bartolomé de la Cueva y Toledo           | Regno di Spagna                | Cardinale presbitero di San Bartolomeo all'Isola                                | Arcivescovo di Conza | 1499    | 19/12/1544 |
| Georges d'Armagnac                       | Regno di Francia               | Cardinale presbitero dei Santi Giovanni e Paolo                                 | Vescovo di Rodez; Abate commendatario di Belleperche | 1501    | 19/12/1544 |
| Giovanni Angelo Medici di Marignano      | Ducato di Milano               | Cardinale presbitero di Santa Prisca                                            | Amministratore apostolico di Milano | 1499    | 08/04/1549 |
| Cristoforo Guidalotti Ciocchi del Monte  | Ducato di Firenze              | Cardinale presbitero di Santa Prassede                                          | Vescovo di Marsiglia | 1484    | 20/11/1551 |
| Giovanni Andrea Mercurio                 | Regno di Sicilia               | Cardinale presbitero di San Ciriaco alle Terme Diocleziane                      | Arcivescovo di Messina; archimandrita del Santissimo Salvatore                                                                                          | 1518    | 20/11/1551 |
| Giacomo Puteo                            | Ducato di Savoia               | Cardinale presbitero di San Simeone profeta                                     | Arcivescovo di Bari e Canosa | 1495    | 20/11/1551 |
| Pietro Bertani                           | Ducato di Firenze              | Cardinale presbitero dei Santi Marcellino e Pietro                              | Vescovo di Fano | 1501    | 20/11/1551 |
| Girolamo Dandini                         | Stato Pontificio               | Cardinale presbitero di San Matteo in Merulana                                  | Legato pontificio emerito in Francia | 1509    | 20/11/1551 |
| Fabio Mignanelli                         | Repubblica di Siena            | Cardinale presbitero di San Silvestro in Capite                                 | Vescovo di Lucera | 1493    | 20/11/1551 |
| Giovanni Poggio (cardinale)              | Stato Pontificio               | Cardinale presbitero di Sant'Anastasia                                          | Vescovo di Tropea | 1493    | 20/11/1551 |
| Guido Ascanio Sforza di Santa Fiora      | Stato Pontificio               | Cardinale diacono di Santa Maria in Via Lata                                    | Camerlengo di Santa Romana Chiesa; Arciprete della Basilica Liberiana di Santa Maria Maggiore; Amministratore apostolico di Parma e di Montefiascone    | 1518    | 18/12/1534 |
| Girolamo Recanati Capodiferro            | Stato Pontificio               | Cardinale diacono di San Giorgio in Velabro                                     | Vescovo di San Giovanni di Morian; Abate commendatario di Moutiers-Saint-Jean                                                                           | 1502    | 19/12/1544 |
| Ranuccio Farnese, O.S.Io.Hieros.         | Stato Pontificio               | Cardinale diacono di Sant'Angelo in Pescheria                                   | Patriarca titolare di Costantinopoli; penitenziere maggiore; Arciprete della Basilica di San Giovanni in Laterano; Amministratore apostolico di Ravenna | 1530    | 16/12/1545 |
| Girolamo Verallo                         | Stato Pontificio               | Cardinale presbitero di San Marcello                                            | Vescovo di Capaccio | 1497    | 08/04/1549 |

## Cardinali assenti
Venti cardinali non parteciparono al conclave:
- Luigi di Borbone-Vendôme, cardinale-vescovo di Palestrina; amministratore di Sens
- François de Tournon; cardinale-vescovo di Sabina; arcivescovo di Lione; Superiore Generale dell'Ordine dei Canonici Regulari di Sant'Agostino
- Robert de Lénoncourt; cardinale-presbitero di Sant'Apollinare, Protopresbitero del Sacro Collegio dei cardinali, amministratore of Metz
- Claude de Longwy de Givry; cardinale-presbitero di Sant'Agnese in Agone, amministratore di Langres
- Antoine Sanguin de Meudon, cardinale-presbitero di San Crisogono, amministratore di Tolosa
- Giovanni Girolamo Morone, cardinale-presbitero di San Lorenzo in Lucina, vescovo di Novara, legato papale in Germania; cardinale protettore di Austria e Irlanda, cardinale protettore dell'Ordine dei Cistercensi
- Francisco Mendoza de Bobadilla, cardinale-presbitero di Sant'Eusebio, arcivescovo di Burgos
- Jacques d'Annebaut, cardinale presbitero di Santa Susanna, vescovo di Lisieux
- Ottone di Waldburg, cardinale presbitero di Santa Sabina, vescovo di Augusta
- Durante Duranti, cardinale presbitero dei XII Santi Apostoli, vescovo di Brescia
- Pedro Pacheco de Villena, cardinale presbitero di Santa Balbina, vescovo di Sigüenza, vicere del Regno di Napoli
- Enrico I del Portogallo, cardinale presbitero dei Santi Quattro Coronati, arcivescovo di Évora, legato a latere in Portogallo, Inquisitore Generale della Inquisizione portoghese
- Carlo di Lorena-Guisa, cardinale presbitero di Santa Cecilia, arcivescovo di Reims
- Pietro Tagliavia d'Aragona, cardinale presbitero senza titolo, arcivescovo di Palermo
- Girolamo Doria, cardinale diacono di San Tommaso in Parione, amministratore di Tarragona
- Odet de Coligny de Châtillon, cardinale diacono di Sant'Adriano; amministratore di Beauvais
- Alessandro Farnese, cardinale diacono di San Lorenzo in Damaso, vice cancelliere di Santa Romana Chiesa, arciprete della Basilica Vaticana; legate in Avignone, amministratore di Monreale e di Cahors, cardinal protettore di Polonia, Portogallo, Germania, Regno di Sicilia, Repubblica di Genova e Repubblica di Ragusa, cardinale protettore dell'Ordine dei Benedettini e dei Serviti
- Reginald Pole, Cardinale diacono di Santa Maria in Cosmedin, legato papale in Inghilterra
- Carlo di Borbone-Vendôme, cardinale diacono di San Sisto, arcivescovo di Rouen
- Luigi di Guisa, cardinale diacono senza diaconia, amministratore di Albi